# ایشتوان گرگی
ایشتوان گِرگِی (مجاری: Gergely István؛ زادهٔ ۲۰ اوت ۱۹۷۶) بازیکن واترپلو اهل مجارستان بود.
وی در مسابقات کشوری و بین‌المللی در مجموع برندهٔ ۳ مدال طلا، ۱ مدال نقره شده‌است.